# Кармак, Крис
Джеймс Кри́стофер «Крис» Ка́рмак (англ. James Christopher "Chris" Carmack; род. 22 декабря 1980, Вашингтон, США) — американский актёр и бывшая модель. Наиболее известен по ролям в телесериалах «Одинокие сердца» и «Нэшвилл», а также в фильмах «Любовь на острове», «Эффект бабочки 3», «Добро пожаловать в рай! 2: Риф» и «Бизнес ради любви».

## Жизнь и карьера
Кармак родился в Вашингтоне, округ Колумбия, рос в Дервуде, штат Мэриленд. У него есть брат и сестра. В детстве и юношестве увлекался бейсболом, баскетболом, футболом и реслингом. Кроме того он был вожатым в лагере Seneca Creek Day Camp, где прославился исполнением песен «Rocko the Lazy Moth», «Ode to Salpino» и многих других.
Во время учёбы в школе Magruder High School Кармак увлёкся театром, где участвовал в трёх театральных постановках в год, а также принимал участие в различных театральных фестивалях.
Кармак работал фотомоделью, а в 2003 году получил роль в сериале «Одинокие сердца», который покинул после одного сезона. После этого он вернулся к карьере модели, а между тем снялся с Амандой Байнс в фильме 2005 года «Любовь на острове».
В 2013 году Кармак получил роль Уилла Лексингтона, гомосексуального кантри-певца в сериале «Нэшвилл». Он был повышен до основного состава начиная со второго сезона.
В октябре 2018 года женился на Эрин Слэйвер. У супругов есть дочь Кай (род. 30 августа 2016). В марте 2022 года стало известно, что пара ожидает появления второго ребенка, дочери, в мае.

## Фильмография
| Год       |    | Русское название                  | Оригинальное название               | Роль             |
| --------- | -- | --------------------------------- | ----------------------------------- | ---------------- |
| 2000      | с  | Незнакомцы с конфеткой            | Strangers with Candy                | Лэрд             |
| 2003      | с  | Игрок                             | Player$                             | гость ТВ шоу     |
| 2003      | с  | Шоу Шэрон Озборн                  | The Sharon Osbourne Show            | гость ТВ шоу     |
| 2003      | с  | Мыльный разговор                  | Soap Talk                           | гость ТВ шоу     |
| 2003—2004 | с  | Одинокие сердца                   | The O.C.                            | Люк Уорд         |
| 2004      | ф  | Добейся успеха вновь              | Bring It On Again                   | Тодд             |
| 2004      | тф | Последний выход                   | The Last Ride                       | Мэттью Ронделл   |
| 2005      | ф  | Сладкая краска                    | Candy Paint                         | Футбольный игрок |
| 2005      | с  | Пляжные девочки                   | Beach Girls                         | Купер Моргенталь |
| 2005      | с  | Тайны Смолвилля                   | Smallville                          | Джефф Джонс      |
| 2005      | с  | Джейк вчера, сегодня, завтра      | Jake in Progress                    | Джаред Раш       |
| 2005—2006 | с  | Связанные                         | Related                             | Алекс Броди      |
| 2005      | ф  | Любовь на острове                 | Love Wrecked                        | Джейсон Мастерс  |
| 2006      | ф  | Поцелуй на удачу                  | Just My Luck                        | Дэвид Пеннингтон |
| 2007      | ф  | Девушка из пригорода              | Suburban Girl                       | Джед Хэнсон      |
| 2007      | с  | C.S.I.: Место преступления Майами | CSI: Miami                          | Коул Телфорд     |
| 2007      | с  | Герои Хигглитауна                 | Higglytown Heroes                   | судья героев     |
| 2008      | ф  | H2O Экстрим                       | H2O Extreme                         | Остин            |
| 2008      | с  | Отчаянные домохозяйки             | Desperate Housewives                | Тим              |
| 2008      | с  | CSI: Место преступления Нью-Йорк  | CSI: NY                             | Колби Дункан     |
| 2009      | с  | Морская полиция: Спецотдел        | NCIS                                | Кевин Нильсон    |
| 2009      | с  | До смерти красива                 | Drop Dead Diva                      | Брайан           |
| 2009      | ф  | Эффект бабочки 3: Откровения      | The Butterfly Effect 3: Revelations | Сэм Рид          |
| 2009      | ф  | Добро пожаловать в рай! 2: Риф    | Into the Blue 2: The Reef           | Себастьян Уайт   |
| 2010      | ф  | Альфа и Омега: Клыкастая братва   | Alpha and Omega                     | Гарт             |
| 2010      | тф | Бизнес ради любви                 | Beauty and the Briefcase            | Лиам             |
| 2010      | тф | Смертельный медовый месяц         | Deadly Honeymoon                    | Тревор Форрест   |
| 2011      | ф  | Челюсти 3D                        | Shark Night 3D                      | Деннис Крим      |
| 2012      | тф | Свадьба на Рождество              | A Christmas Wedding                 | Чэд              |
| 2012      | тф | В канун Рождества                 | One Christmas eve                   | Эйден Грин       |
| 2013      | ф  | Тёмная сила                       | Dark Power                          | Дюрант           |
| 2013—2018 | с  | Нэшвилл                           | Nashville                           | Уилл Лексингтон  |
| 2018—2021 | с  | Анатомия страсти                  | Grey's Anatomy                      | Аттикус Линкольн |